# Décennie 1500 en arts plastiques
Chronologie des arts plastiques
Années 1490 - Années 1500 - Années 1510
Cet article concerne les années 1500 en arts plastiques.

## Événements
- Avril 1500-1506 : Léonard de Vinci retourne à Florence après la chute des Sforza à Milan, après un bref passage à Mantoue et Venise[1],[2].
- 18 août 1502 : Léonard de Vinci est nommé architecte et ingénieur général par César Borgia[3] ; à partir de juin 1502, il voyage pendant dix mois dans le nord de l'Italie pour inspecter les villes et forteresses des domaines Borgia et dresse une carte de la Toscane et de la vallée de Chiana et le Plan d’Imola[2].
- 1503 : à Florence, Léonard de Vinci prend part, comme ingénieur, à la guerre contre Pise pour détourner l'Arno, sans succès[2]. En octobre, la Seigneurie le charge de représenter la bataille d’Anghiari dans la salle du grand conseil du Palazzo Vecchio[2] alors que, dans le même temps, on confie la représentation de la bataille de Cascina à Michel-Ange.
- Septembre 1504 : Philippe le Beau passe la commande à Jérôme Bosch du Jugement dernier, tableau aujourd’hui disparu[4].
- 1505 : Lucas Cranach l'Ancien devient peintre à la cour des électeurs de Saxe à Wittenberg sur la demande du duc Frédéric III de Saxe. Il le reste jusqu'en 1550[5].

- 14 janvier 1506 : fouilles de la Maison dorée de Néron. Découverte du groupe du Laocoon[6].
- Mai 1506 : Léonard de Vinci revient à Milan la demande du gouverneur français, Charles d'Amboise[2].
- 1509 : Matthias Grünewald devient peintre de cour de l’archevêque de Mayence (fin en 1526)[7].

## Réalisations

La Joconde

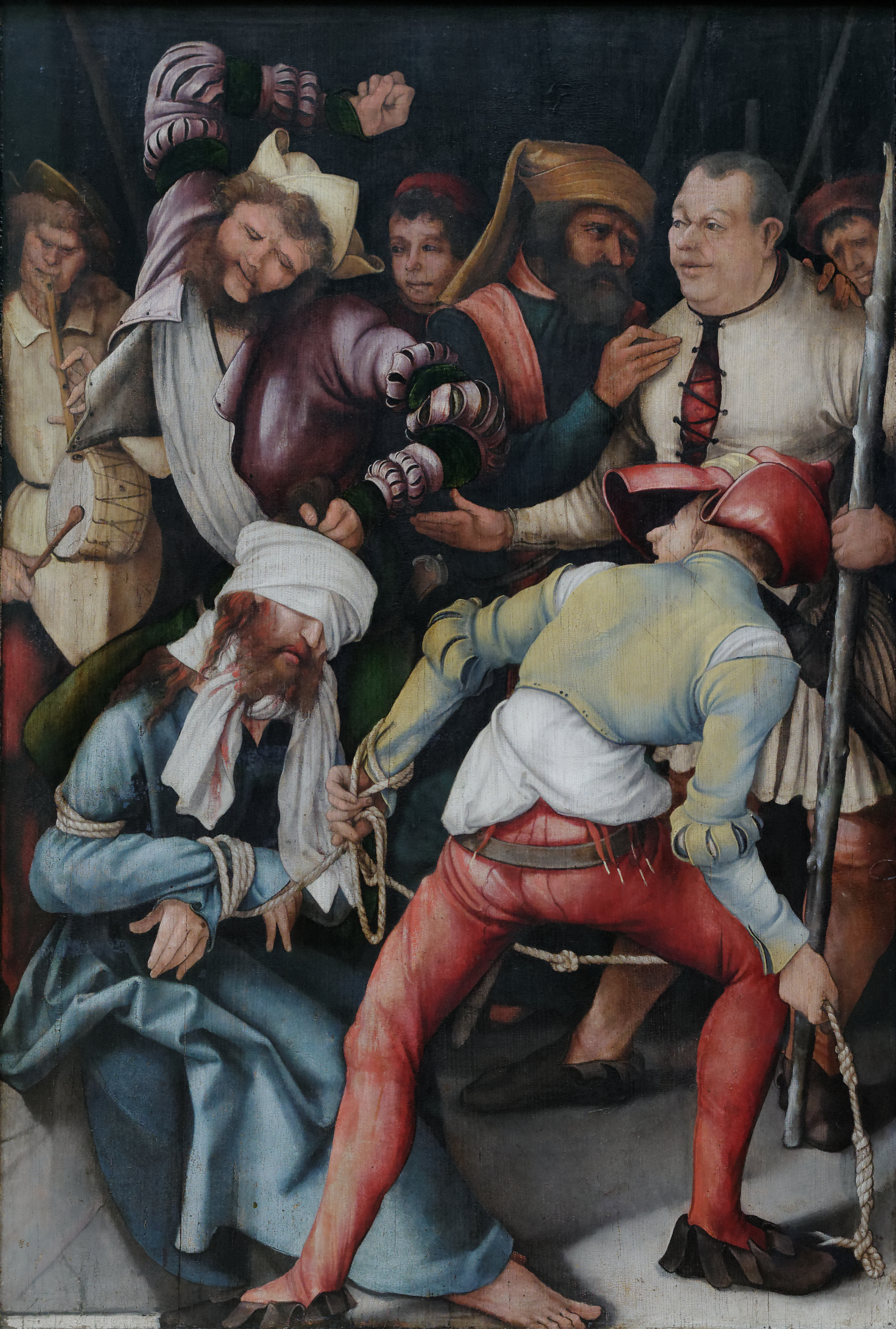
Le Christ outragé. Matthias Grünewald, Alte Pinakothek.

- 1499-1500 : Sainte Anne, la Vierge, l'Enfant Jésus et saint Jean-Baptiste enfant, carton de Léonard de Vinci[8].
- 1499-1504 : Le Pérugin peint Le Mariage de la Vierge[9].
- Juillet 1500 : Retable de Vallombrosa, du Pérugin[10].
- 1500 : le peintre allemand Albrecht Dürer peint son Autoportrait (ou entre 1506 et 1509)[11].
- Vers 1500 :
  - Retable de Buhl, réalisé par des élèves de l'école de Martin Schongauer[12].
  - La Vierge à l’Enfant, du Pérugin[13].
- 1500-1501 :
  - Mise au tombeau, tableau inachevé de Michel-Ange[14].
  - La Nativité mystique, toile de Sandro Botticelli[15].

- 16 août 1501  : Michel-Ange reçoit la commande du David, sculpture achevé en 1504[16].
- 1501 : Léonard de Vinci commence La Madone aux fuseaux[2].
- 1501-1502 : Némésis  ou La Grande Fortune, gravure d’Albrecht Dürer[17].
- Vers 1501-1502 : le peintre hollandais Jérôme Bosch peint Le Chariot de foin (1501-1502) et La Nef des fous (vers 1502)[4].

- 29 juin 1502 : Pinturicchio reçoit la commande des Scènes de la vie de Pie II, cycle de fresques pour la Libreria Piccolomini à Sienne, achevé en 1509[18].
- 1502-1503 : Johannes Cuspinian et sa femme, portraits de Lucas Cranach l'Ancien[19].
- 1502-1507:
  - à Nantes, Michel Colombe réalise le tombeau de François II et Marguerite de Foix, avec décors à l'italienne[20].
  - Baptême du Christ, sculpture du baptistère de Florence de Sansovino[21].
  - Le Baptême du Christ, triptyque de Gérard David[22].
  - Les Histoires de saint Georges, saint Gérome et saint Tryphon, cycle de peintures de Vittore Carpaccio pour la Scuola di San Giorgio degli Schiavoni à Venise[23].

- 1502-1510 : la Vie de la Vierge, série de dix-neuf gravures sur bois et d'un frontispice d'Albrecht Dürer, publiée en 1511[24].
- Vers 1502 : La Crucifixion, tableau de Lucas Cranach l'Ancien[25].

- Vers 1502-1505 : L'Épreuve du feu de Moïse, peinture de Giorgione[26].
- Vers 1502-1508 : le Conseil des Dix de Venise demande à Giorgione de peindre le Jugement de Salomon dans la salle des Audiences[26].
- 1503-1504 : Jérôme Bosch peint La tentation de Saint Antoine[4].

- 1503 : Le Christ outragé, tableau de Matthias Grünewald[27].

- Mars 1503-1506 : Léonard de Vinci travaille sur La Joconde[2].
- Entre 1503 et 1513 : Heures de Jacques IV d'Écosse, manuscrit enluminé sans doute réalisé à l'occasion du mariage entre le roi Jacques IV d'Écosse et Marguerite Tudor[28].
- 8 septembre 1504 : David, statue de Michel-Ange, est érigée à Florence[29].
- 1504 : 
  - Adam et Ève ou La Chute de l’homme, gravure d’Albrecht Dürer[17].
  - L’Adoration des Mages, tableau d’Albrecht Dürer[30].
  - Le peintre italien Raphaël signe Le Mariage de la Vierge[31].
- 1504-1505 :
  - Apollon et Diane, gravure sur cuivre d’Albrecht Dürer[17].
  - Les Trois Grâces, peinture de Raphaël[32].
- 1505-1507 : Raphaël peint La Madone à la prairie (ou du Belvédère, 1505-1506),  La Vierge au chardonneret (1506) et La Vierge aux œillets (1506-1507)[33].
- 1505-1510 :
  - le peintre hollandais Jérôme Bosch peint Le Jardin des délices[34].
  - La Découverte du miel, tableau de Piero di Cosimo[35].
  - L'Abécédaire de Claude de France manuscrit enluminé par Guido Mazzoni[36].

- Vers 1505 : La Tempête et Les Trois Philosophes, peintures de Giorgione[26].

- 1506 : Albrecht Dürer peint La Vierge de la fête du rosaire[37].

- 1506-1508 : La Scapigliata, tableau inachevé de Léonard de Vinci.
- 1506-1513 : Sainte Anne, la Vierge et l'Enfant Jésus jouant avec un agneau, tableau de Léonard de Vinci[38].
- 1507 :
  - le peintre italien Michel-Ange peint La Sainte Famille (Tondo Doni)[39].
  - Albrecht Dürer peint Adam et Ève[40].
- 23 octobre 1508 : Léonard de Vinci et son atelier achèvent la seconde version de La Vierge aux rochers[41].
- 1508 :
  - Martyre des dix mille chrétiens, d'Albrecht Dürer et Retable Heller, par Albrecht Dürer et Mathis Grünewald[40].
  - Le Pérugin commence à peindre la voûte de l’une des stanze du Vatican, puis il est remplacé par son élève Raphaël (1509), qui devient peintre officiel de la papauté[42].

- 1508-1510 : La Tireuse de cartes, peinture de Lucas de Leyde[43].
- Mai 1508 : Michel-Ange commence les fresques du plafond de la chapelle Sixtine, inaugurée par le pape Jules II le 31 octobre 1512[44].
- Vers 1508-1510 : Les Trois Âges de l'homme, peinture de Giorgione[26].
- 1509 :
  - Christ à la colonne, de Giovanni Antonio Bazzi, dit il Sodoma[45].
  - La Vierge entre les Vierges, toile de Gérard David[46].
- 1509-1511 : Raphaël peint La Dispute du Saint-Sacrement face à L'École d'Athènes, fresques de la chambre de la Signature, dans les appartements de Jules II[47].

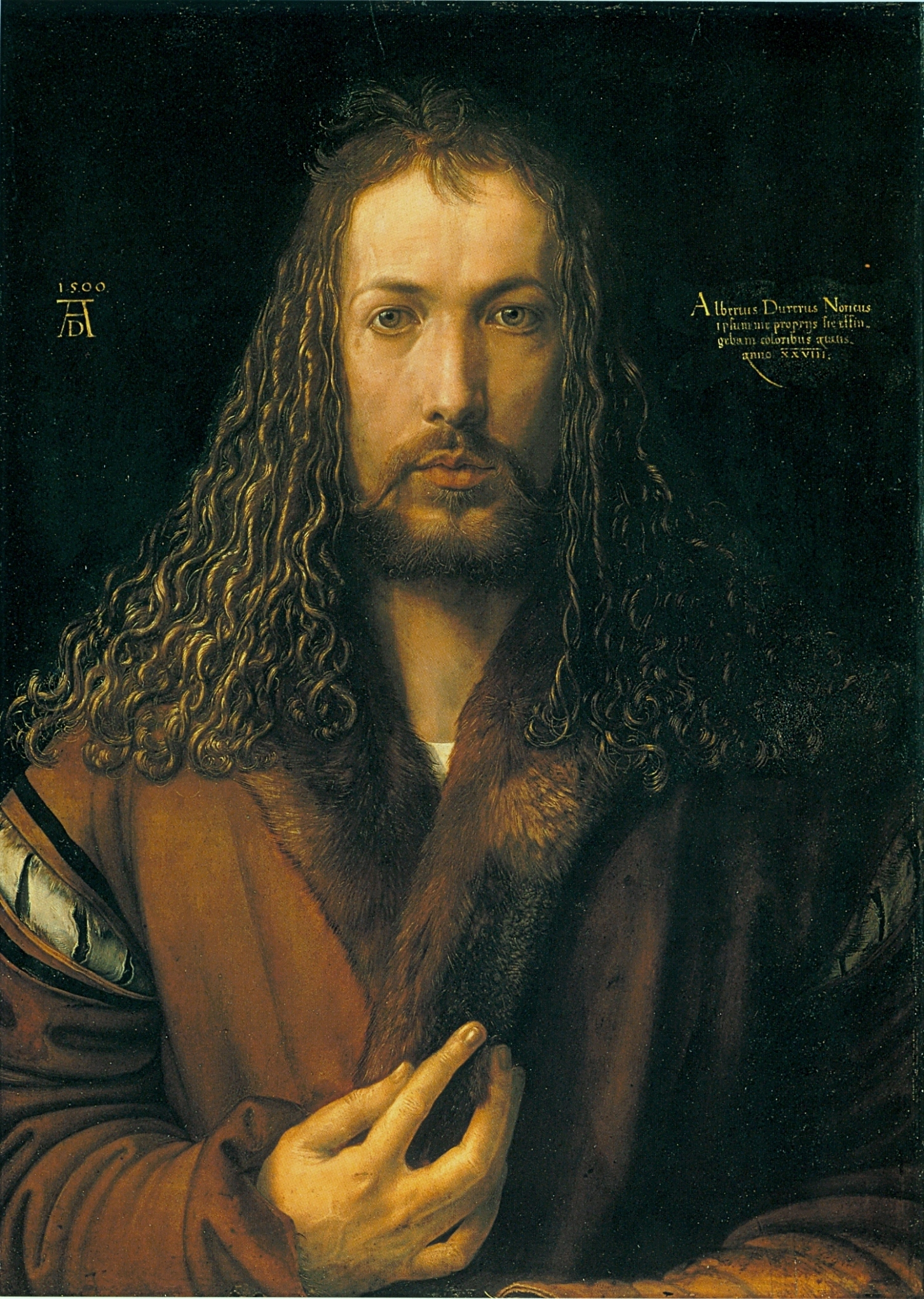
Autoportrait, Albrecht Dürer
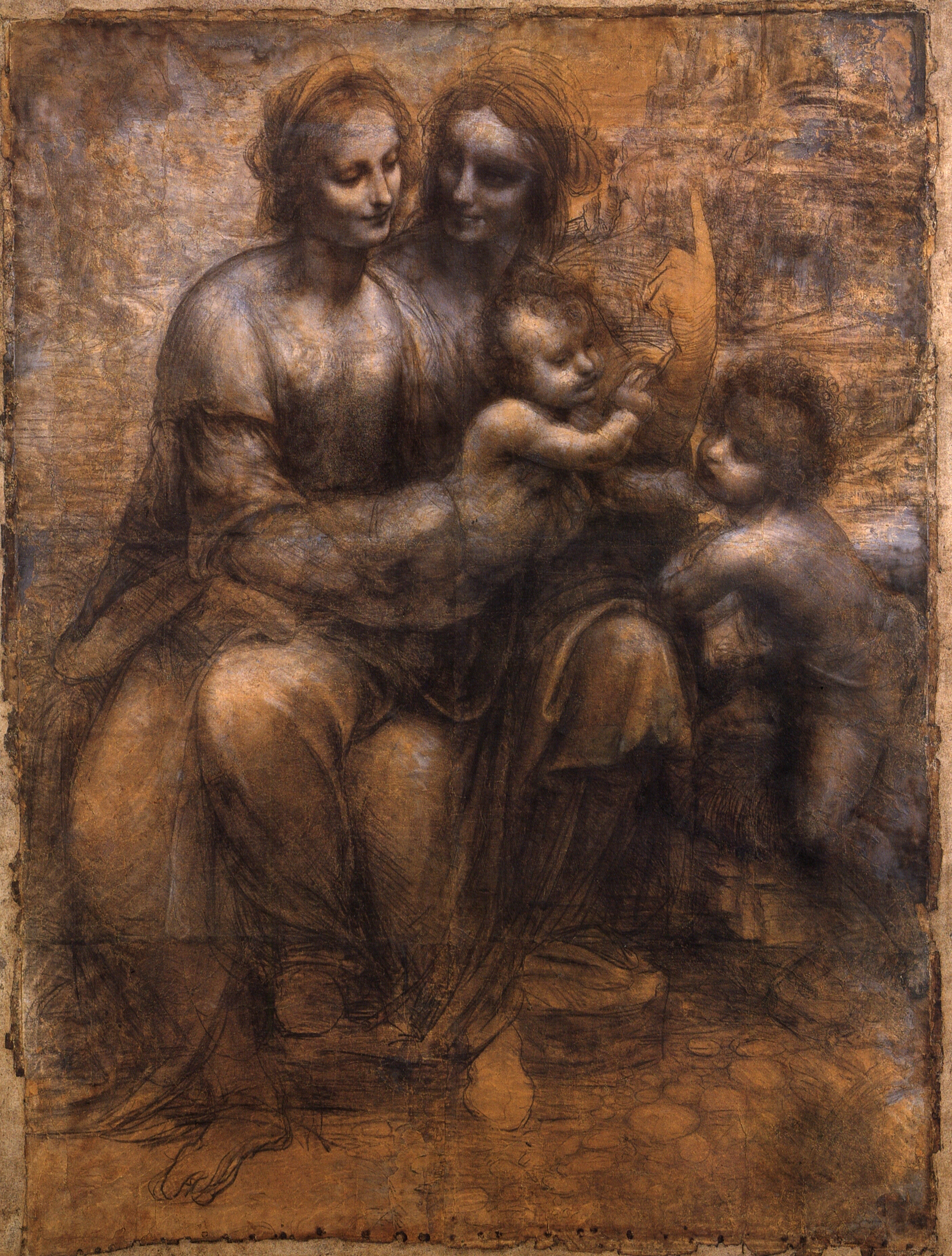
Carton de la Sainte-Anne, de Léonard de Vinci (v. 1499-1500).
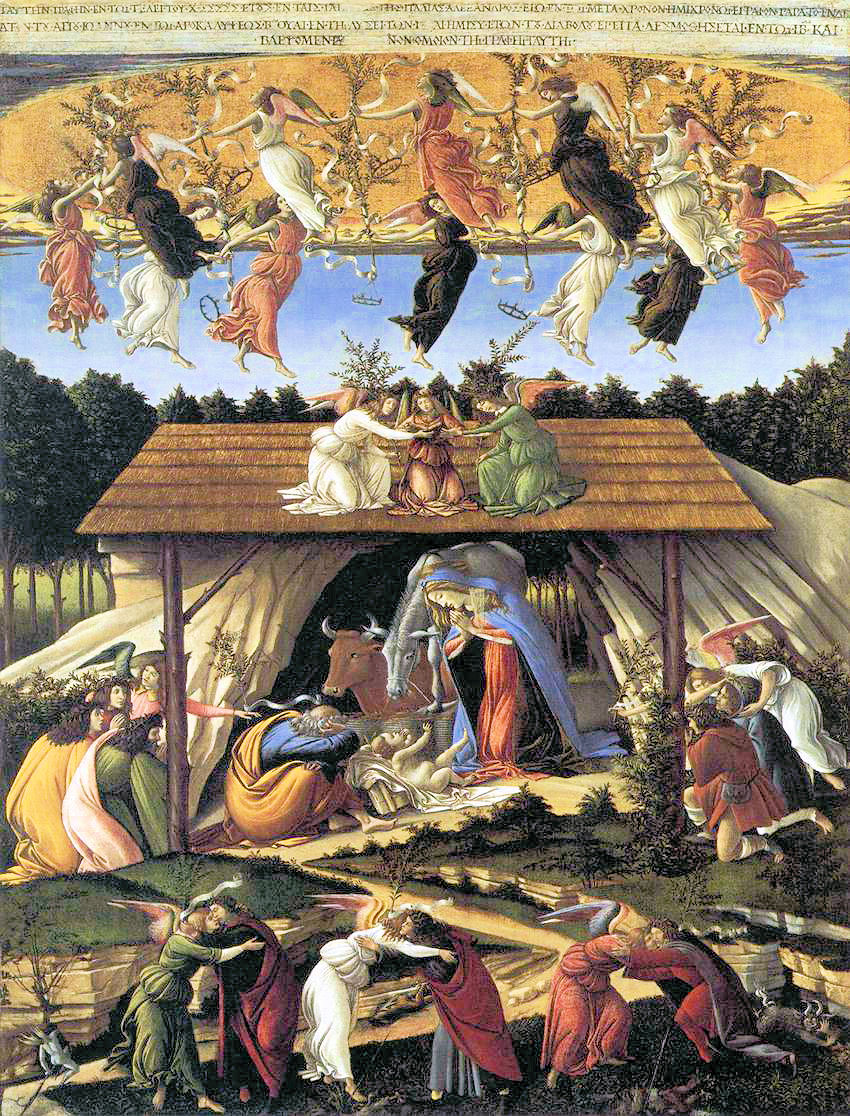
Nativité mystique, Sandro Botticelli.
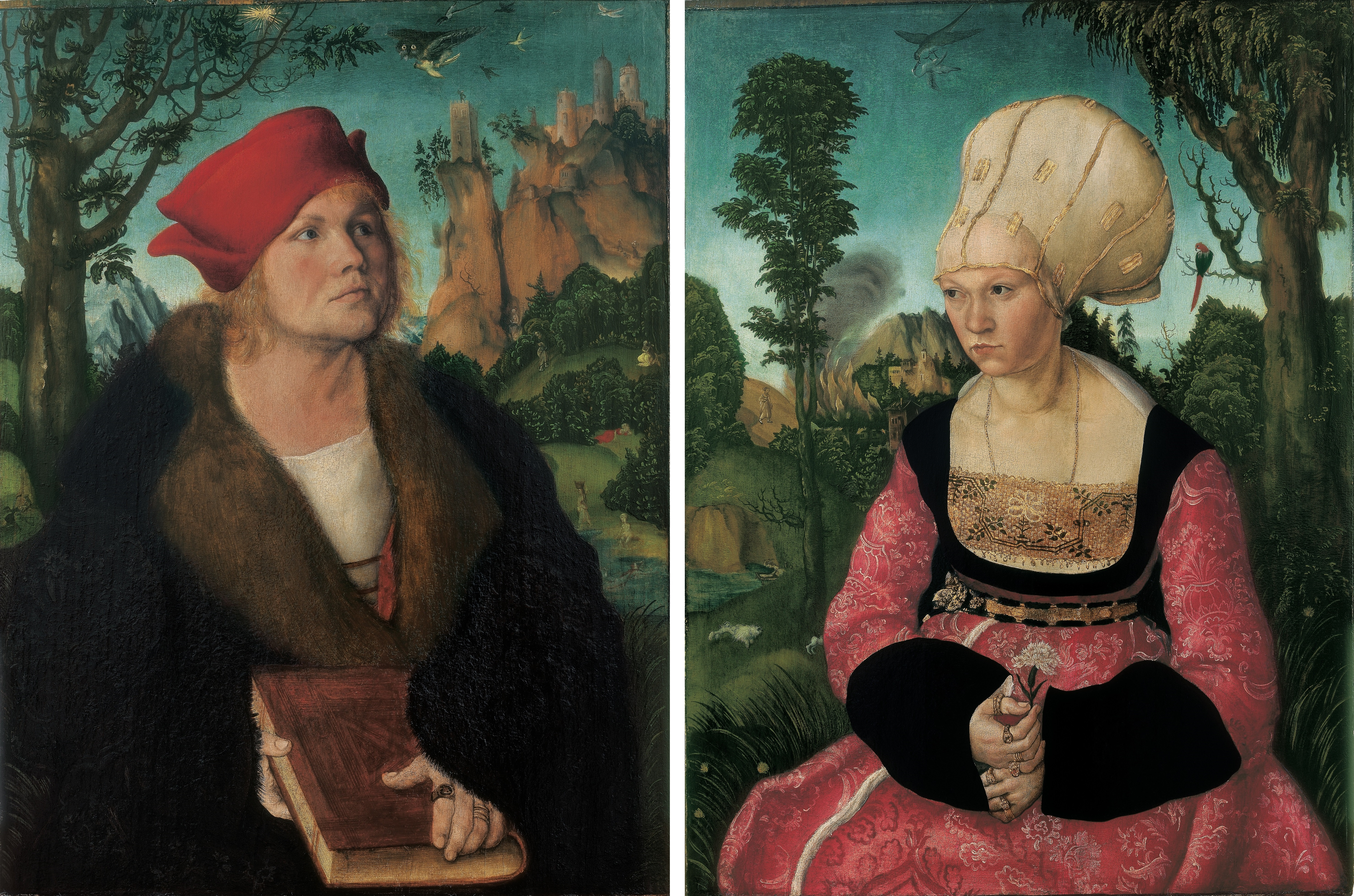
Johannes Cuspinian et sa femme, portraits de Lucas Cranach l'Ancien
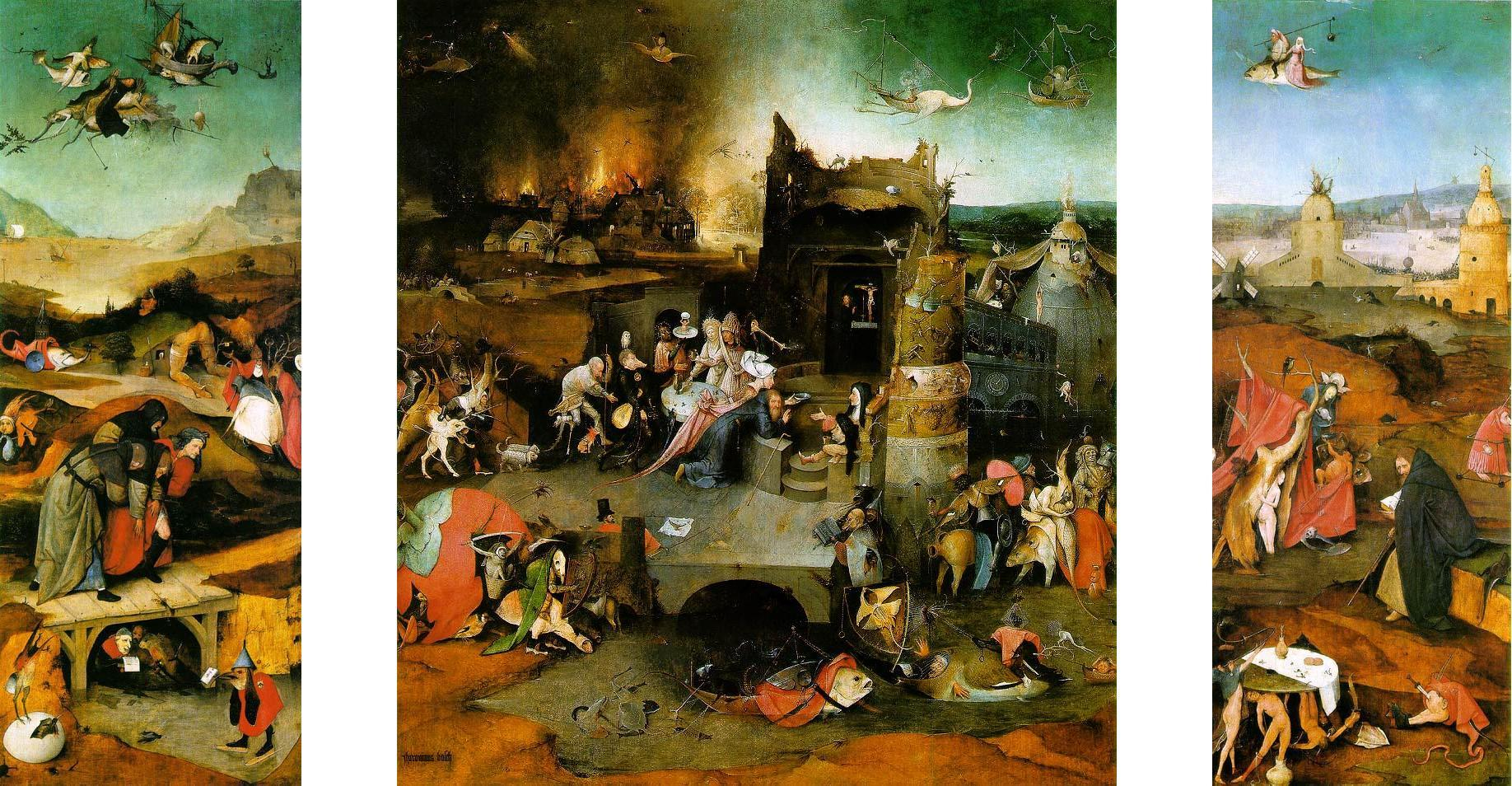
La tentation de Saint Antoine, Jérôme Bosch.
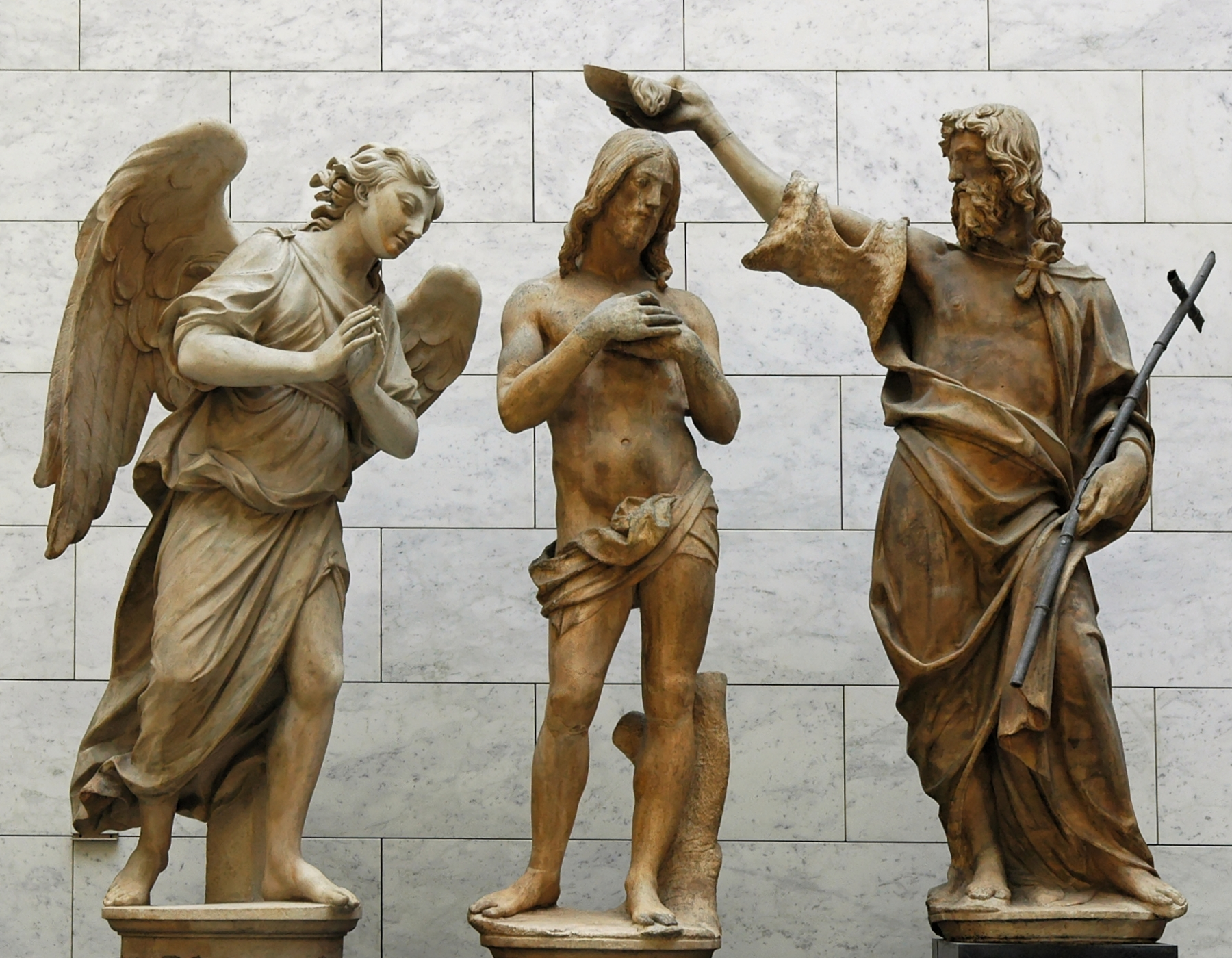
Baptême du Christ, Sansovino.
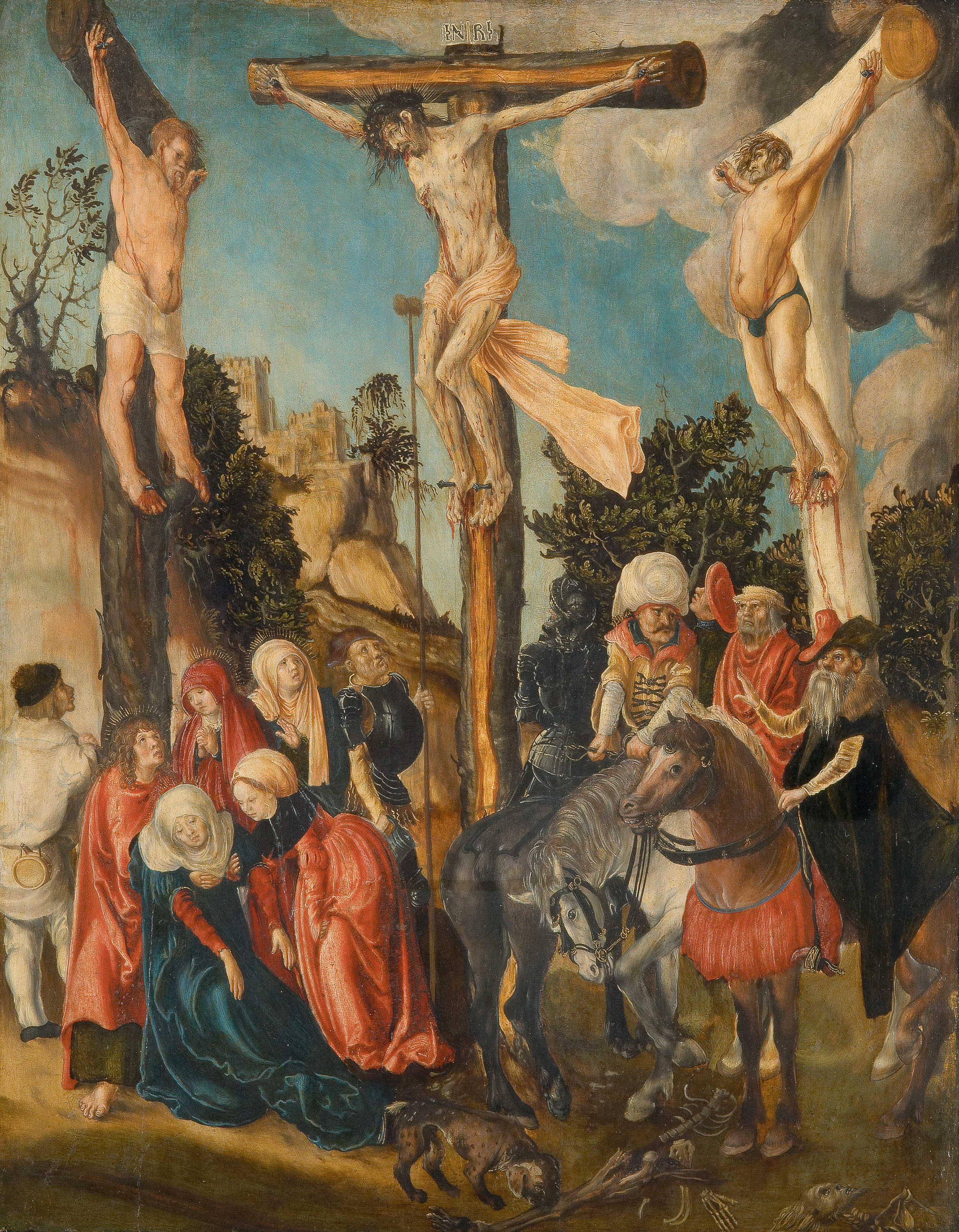
Crucifixion, Lucas Cranach l'Ancien.
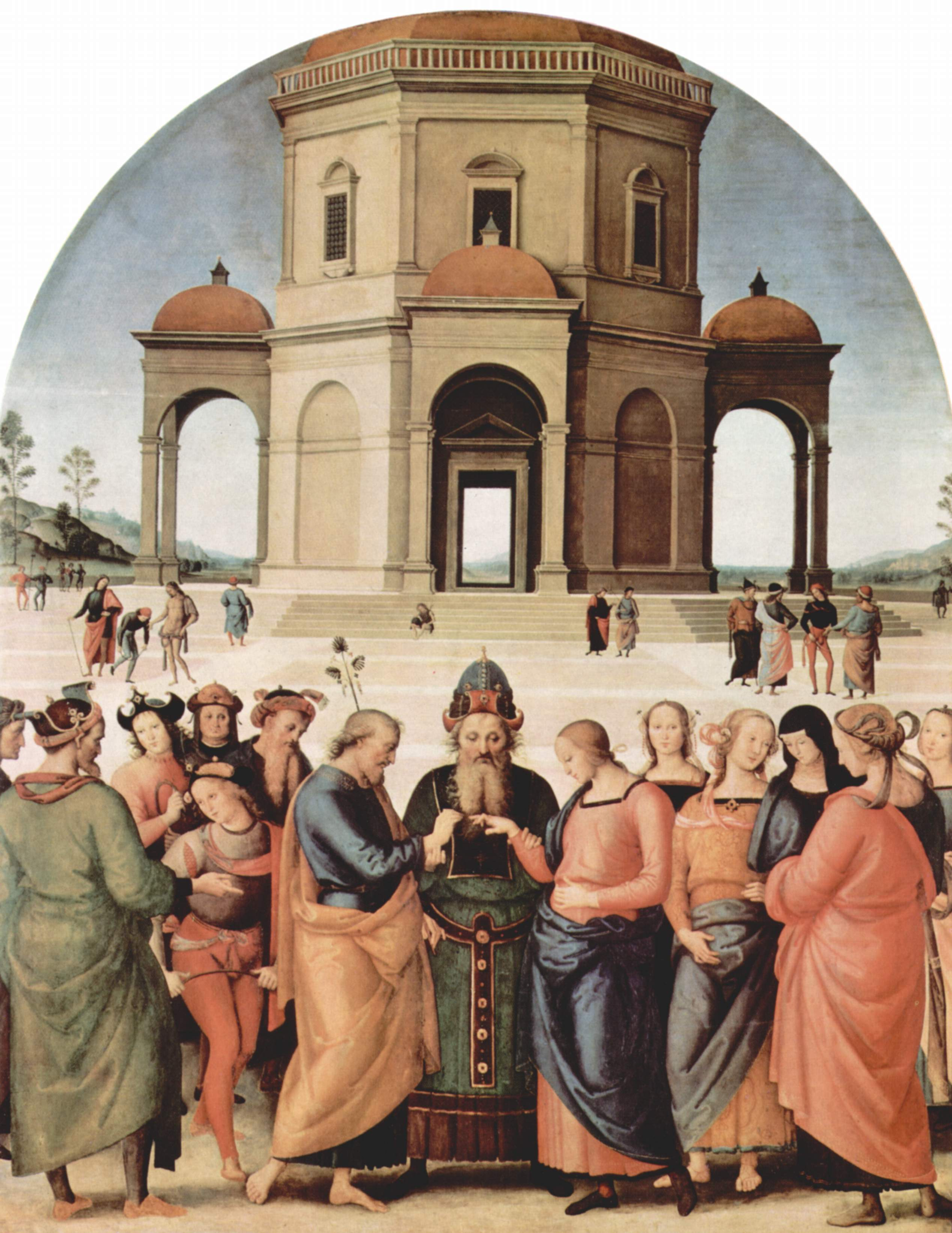
Mariage de la Vierge, le Pérugin.
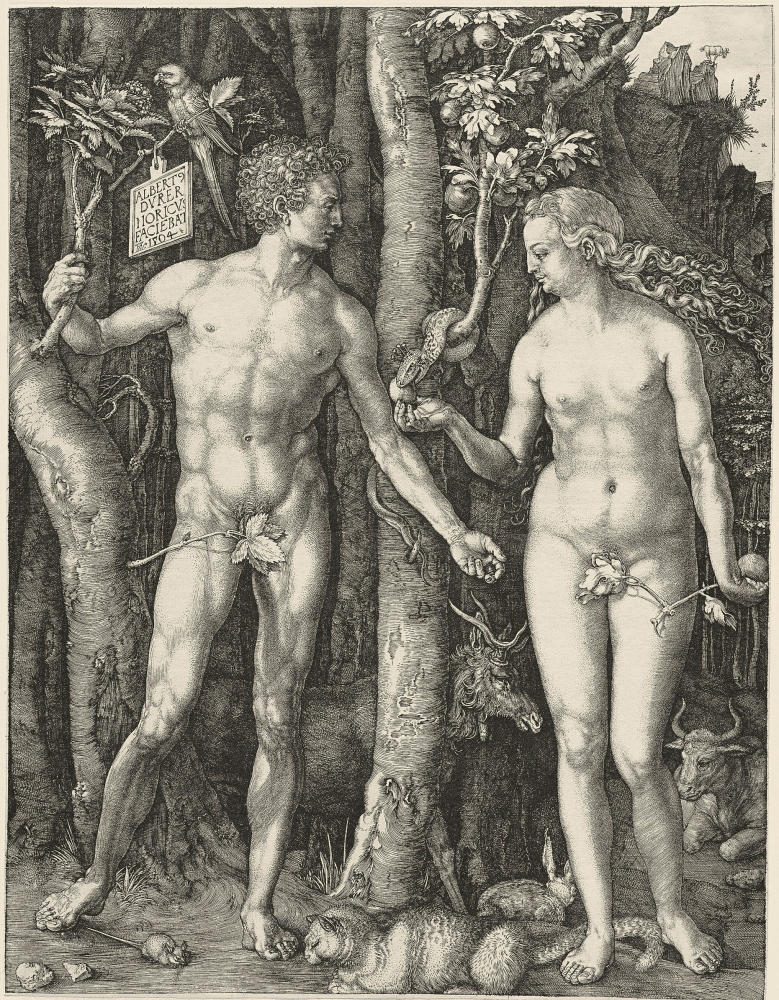
La Chute de l’homme, Albrecht Dürer.
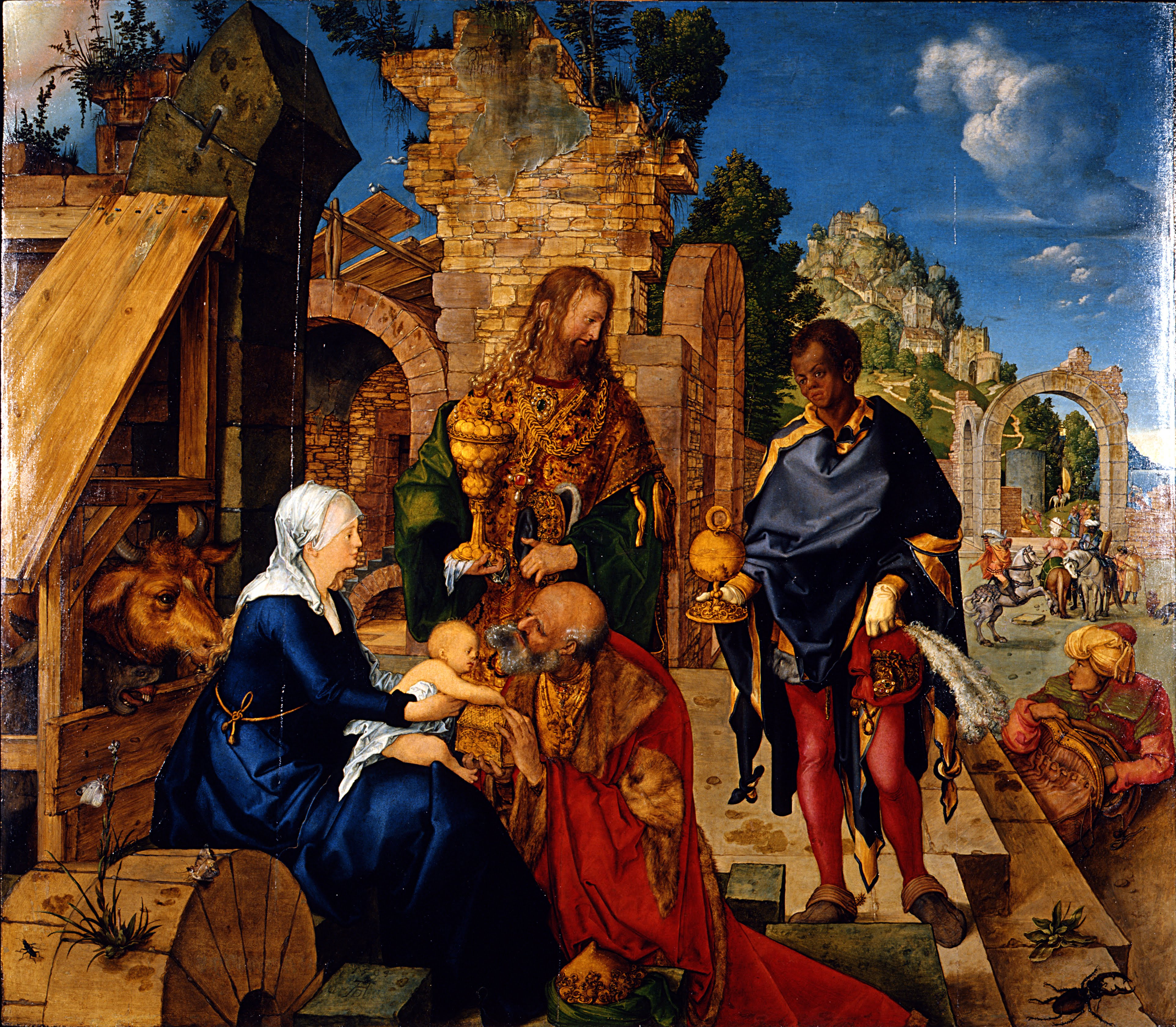
L’Adoration des Rois, d’Albrecht Dürer.
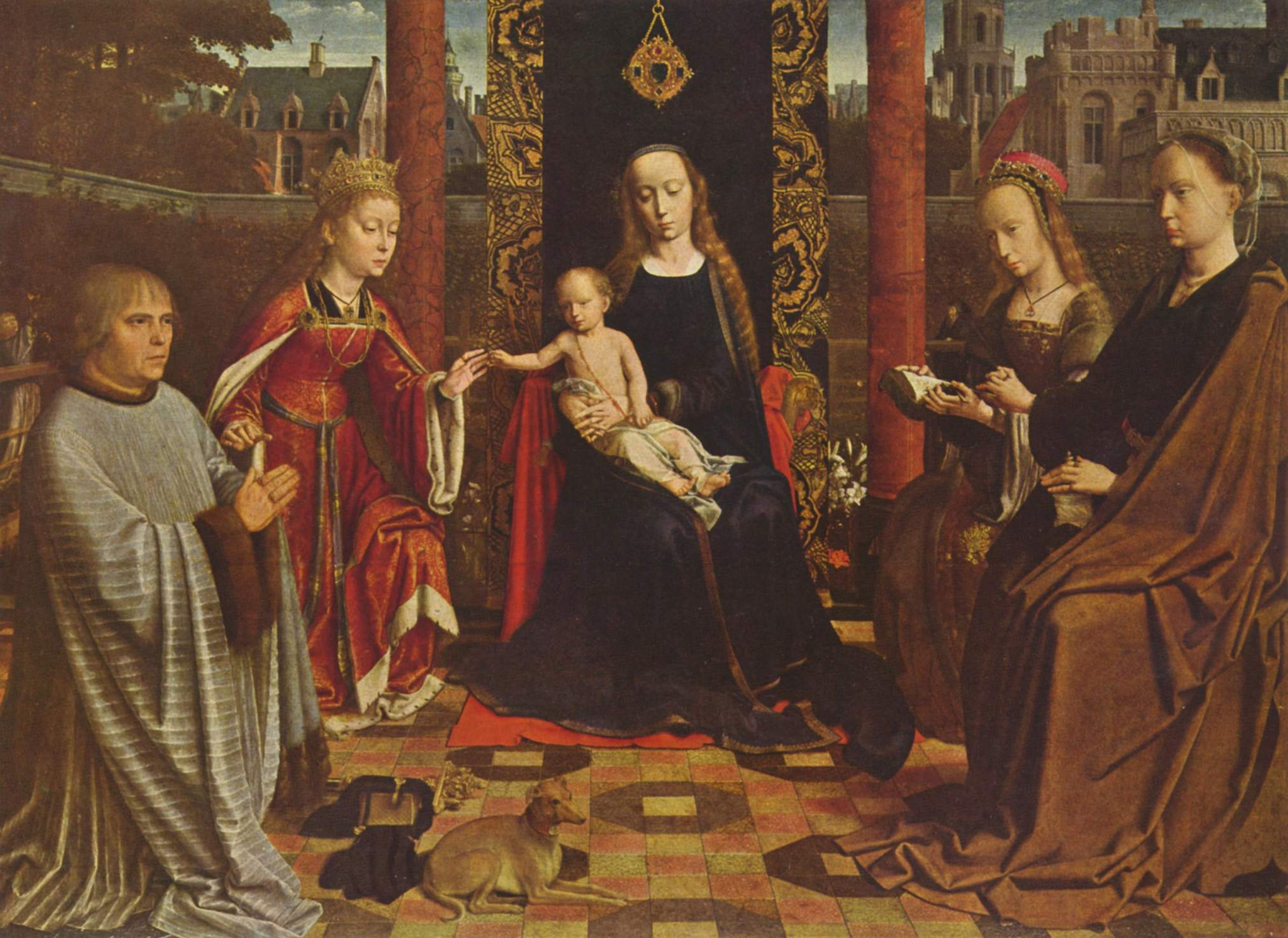
Mariage mystique de sainte Catherine, Gérard David
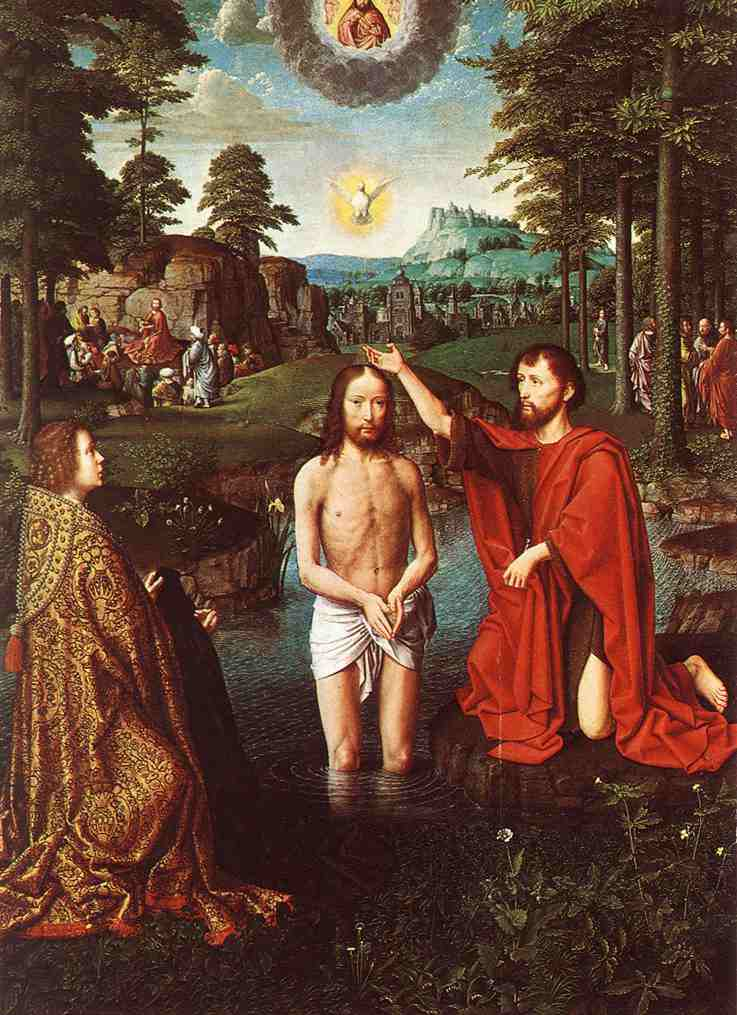
Le Baptême du Christ, Gérard David
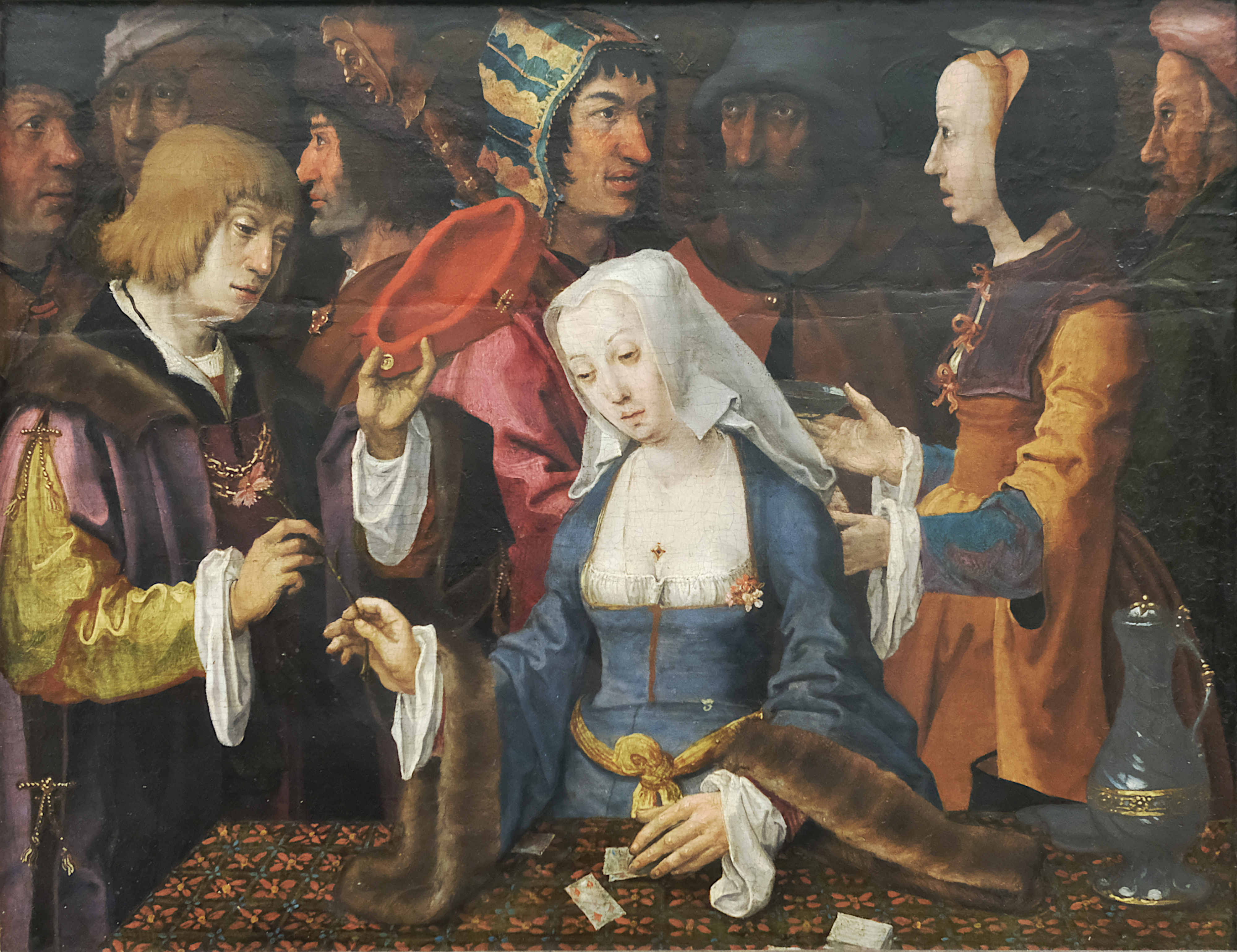
La Tireuse de cartes, Lucas van Leyden
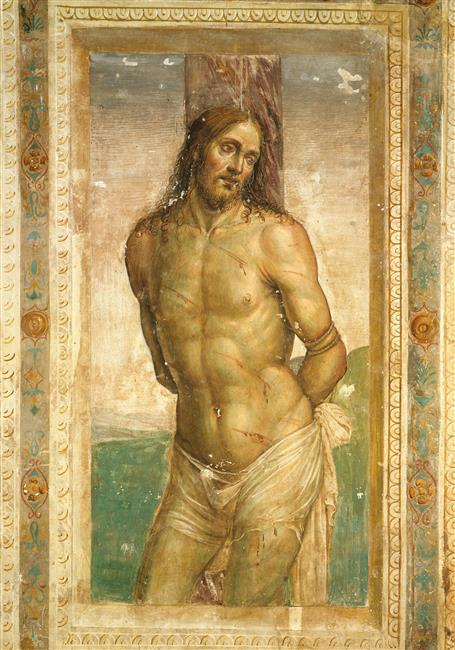
Christ à la colonne, Le Sodoma